# Tambja olivaria
Tambja olivaria – gatunek ślimaka z rzędu nagoskrzelnych i rodziny Polyceridae. Zamieszkuje Ocean Indyjski i zachód Oceanu Spokojnego.

## Taksonomia
Gatunek ten opisany został po raz pierwszy w 1994 roku przez Nathalie Yonow. Jako miejsce typowe wskazano Vihafushi Tila na malediwskim atolu Baa. Holotyp odłowiono tam w 1991 roku. Epitet gatunkowy olivaria oznacza po łacinie „oliwkowa” i nawiązuje do koloru zwierzęcia. W 2006 roku Marta Pola, J. Lucas Cervera i Terrence M. Gosliner dokonali analizy filogenetycznej podrodziny, do której zalicza się ten gatunek. W jej wynikach znalazł się on w nierozwikłanej politomii z Tambja affinis, Tambja marbellensis, Tambja simplex oraz większym kladem obejmującym Tambja sagamiana, Tambja verconis i Tambja stegosauriformis.

## Morfologia

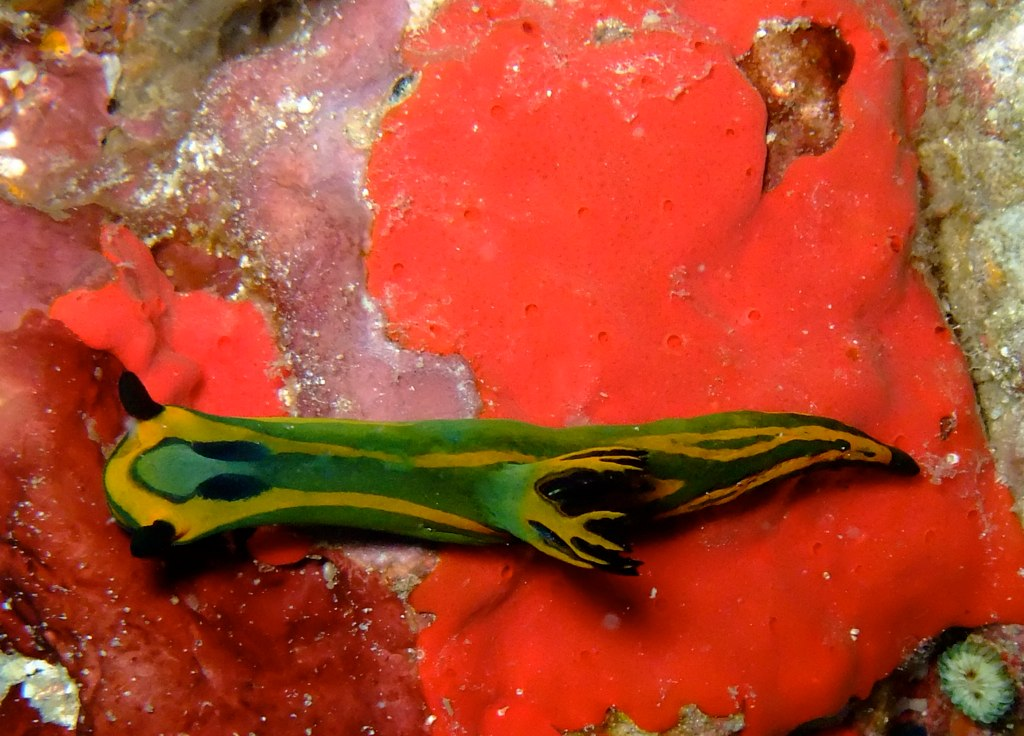
Rozciągnięty osobnik w widoku od góry

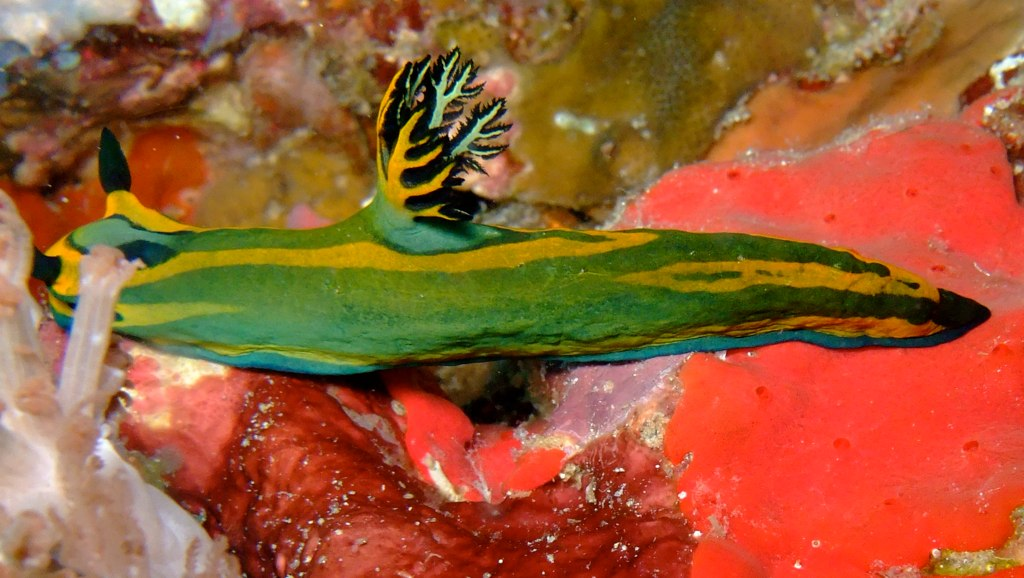
Rozciągnięty osobnik w widoku z boku

Ślimak o wydłużonym ciele osiągającym do 60 mm długości. Powierzchnia ciała jest skórzasta, pomarszczona, przywodząca na myśl mokrą giemzę. Ubarwienie ma oliwkowe ze stosunkowo zmiennym czarnym i pomarańczowożółtym, miejscami przechodzącym w żółtawą zieleń wzorem. Listwa frontalna ma ciemnozieloną krawędź. Za nią biegnie żółta przepaska, przechodząca na boki i tam biegnąca jako para pasów podłużnych, które łączą się za skrzelami pod dość ostrym kątem w pojedynczy pas środkowo-grzbietowy. Przepaska ta bywa jednak częściowo zanikła. Rinofory mają czarne buławki, a ich osłonki są żółte z czarnym obrzeżeniem. Za rinoforami leży para czarnych plamek. Przód głowy poniżej listwy frontalnej jest pomarańczowożółty i barwa ta przechodzi na boki w postaci zwężających się stopniowo krótkich pasów. Skrzela mają żółte powierzchnie zewnętrzne i czarne blaszki. Wzdłuż brzegów nogi dostrzegalna bywa śladowa przepaska submarginalna o żółtej barwie, wyraźniejsza w części tylnej. W tyle nogi obecna jest także czarna plamka.
Głowa jest szpatułkowata. Fałd nakrywający głowową część ciała, zwany welonem frontalnym, zredukowany jest do postaci listwy. Rinofory podzielone są wcięciami na około 40–45 blaszek i mają możliwość kurczenia się do środka wysokich osłonek. Krótkie czułki gębowe mają grzbietobrzusznie spłaszczoną formę z poziomym rowkiem. Boki ciała między rinoforami a czułkami gębowymi zaopatrzone są w matowo fioletowe otworki o nieznanej nauce funkcji. Warga ma oskórek pozbawiony ząbków. Masa bukalna wyposażona jest w parę wąskich i wydłużonych ślinianek otaczających przełyk. Tarka ma w jednym szeregu jeden ząb środkowy (osiowy), parę zębów bocznych wewnętrznych i trzy lub cztery pary zębów bocznych zewnętrznych. Szeregów tych jest 17–18. Zęby środkowe mają kształt prostokąta lub kwadratu o wciętej przedniej krawędzi i pozbawionego ząbkowania. Zęby boczne wewnętrzne są duże i mają po dwa guzki zębowe, z których zewnętrzny jest prostokątny, a wewnętrzny jest większy i rozdwojony. Zęby boczne zewnętrzne mają postać prostokątnych płytek bez guzków, a ich rozmiary maleją ku krawędziom tarki. Skrzela w liczbie trzech rozmieszczone są w półkolistym wieńcu dookoła rurkowato wyniesionej brodawki analnej i nie mają możliwości kurczenia się. Forma ich jest trójpierzasta z gałęziami głęboko wcinanymi i wyniesioną podstawą.
Gonopor leży po prawej stronie ciała, w połowie odległości między rinoforami a skrzelami. Triauliczne narządy rozrodcze cechują się wąskim i wydłużonym przewodem preampullatoryjnym rozszerzonym następnie w duży i grubościenny gruczoł obojnaczy (ampullę) o kształcie litery „S”, rozdzielający się na przewód obojnaczy i nasieniowód. Ten ostatni rozpoczyna się słabo wyodrębnioną, cienkościenną prostatą i dalej ulega poszerzeniu oraz silnemu poskręcaniu. Końcowa część nasieniowodu przechodzi w prącie uzbrojone licznymi kolcami, dłuższymi w części podstawowej, a krótszymi w wierzchołkowej. Przewód pochwowy jest przyłączony do dużej, okrągłej torebki kopulacyjnej. Podobny długością torebce zbiornik nasienny ma gruszkowaty kształt i łączy się krótkim przewodem z pochwą. Gruczoł pochwowy jest duży i grubościenny.

## Ekologia i występowanie
Gatunek indo-zachodniopacyficzny. Spotykany był w wodach przybrzeżnych Tanzanii, Malediwów i Filipin, a mniej pewne doniesienie pochodzi z indonezyjskiej wyspy Bali. Zwierzę to wchodzi w skład bentosu. Bytuje na głębokości 8–37 metrów. Tak jak inni przedstawiciele rodzaju jest drapieżnikiem, żerującym na mszywiołach. Jego ofiarą padają krzewiaste kolonie Bugula dentata. Pozyskane z mszywiołów toksyny stanowią dla tego ślimaka ochronę przed drapieżnikami, wchodząc w skład żrącej wydzieliny o zielonym kolorze.